# アンドロメダ (テレビドラマ)
『アンドロメダ』（Gene Roddenberry's Andromeda）は、カナダ・アメリカ合作のSFテレビドラマ。2000年10月から放送が始まり、2005年5月で放送終了。全5シーズン。

## 概要
『スタートレック』のクリエイターとして知られるジーン・ロッデンベリーが遺したアイデアを、メイジェル・バレット・ロッデンベリー監修の元にロバート・ヒューイット・ ウルフが組み合わせ、企画・脚本・製作総指揮を担当。メイジェル・バレット・ロッデンベリーも製作総指揮として名を連ねた。原題にはジーン・ロッデンベリーの名が冠されている。
撮影はバンクーバー（カナダ）で行われた。
アメリカでは特定のネットワークに乗らず、シンジケーション放送された。
日本でのDVDリリースはシーズン4まで、シーズン5のリリースは不明である。しかし、ケーブルTVや一部の民放局（サンテレビなど）で放送されている。
ジーン・ロッデンベリー没後に彼のアイデアに基づいて製作されたテレビドラマには、他に『Earth: Final Conflict』がある。

## 基本設定
3つの銀河にまたがる「連合」の最新鋭宇宙艦アンドロメダ・アセンダントは、連合に所属する勢力のひとつであるニーチアンの奇襲攻撃を受けブラックホールに沈む。それはニーチアンが何年もかけて準備を進めてきた、連合に対する叛乱の始まりであり、この叛乱によって連合は崩壊した。
そして300年後、宇宙船ユーレカ・マルがアンドロメダを事象の地平線すれすれのところから引き揚げた。最後まで退艦せずに残っていた艦長のディラン・ハントにとってはたった数分（高重力により艦内の時間が引き延ばされたため）の間に、宇宙の平和と秩序は失われ文明すら後退しつつあった。ハント艦長はユーレカ・マルの一同を仲間に加え、連合を再建するべく困難に満ちた航海に乗り出す。

## 登場人物
役名（俳優名）（日本語版での声優名）
- ディラン・ハント（ケヴィン・ソルボ）（速水奨）
ターン・ヴェドラ生まれの人間。父は人間型ヴェドラン、母が重重力惑星出身の人間で、男性。アンドロメダ・アセンダント艦長。大佐だが後に准将となる。連合宇宙艦隊「ハイ・ガード」の優秀な士官だった。実は「パラダイン」の一人。

- ベカ《レベッカ》・ヴァレンタイン（リサ・ライダー）（沢海陽子）
人間（ただし純粋ではない）の女性。元ユーレカ・マル船長。実はニーチアンの女始祖。

- シーマス・ハーパー（ゴードン・マイケル・ウールヴェット）（鳥海勝美）
純粋な地球人の男性。元ユーレカ・マル乗員、メカニック担当。首筋にプラグがあり、神経を直接コンピューターに接続できる。

- ティア・アナサジ（キース・ハミルトン・コッブ）（西凛太朗）
ニーチアンのコディアック一族、男性。元傭兵、火器担当。第1～3シリーズのレギュラー

- レヴ・ベム（ブレント・ステイト）（青山穣）
マゴーグ、男性。元ユーレカ・マル乗員、科学担当。第1～2シリーズレギュラー

- トランス・ジェミニ（ローラ・バートラム）（沢谷有梨）
最古の太陽で「ランベント・キース」と呼ばれる評議会の一員。　外見は女性。元ユーレカ・マル乗員、医療担当。

- アンドロメダ（レクサ・ドイグ）（本田貴子）
アンドロメダ・アセンダントの人工知能で、女性として設定されている。愛称のロミーと呼ばれることもある。

- ロミー（レクサ・ドイグ）（本田貴子）

アンドロメダ・アセンダントの人工知能（アンドロメダ）のアバター（アンドロイド）。シーマス・ハーパーによって作られた。
- ドイル（ブランディ・レッドフォード）（深水由美）
アンドロイド、女性として設定。シーマス・ハーパーがロミーの代わりとして作った。

- テレマカス・ラーデ（スティーブ・ベーシック）（藤原啓治）
ニーチアン、男性。連合崩壊前、ディランを裏切ったアンドロメダ・アセンダント副官ゲイヘリス・ラーデの子孫だがディランに心酔していく。第4シリーズからのレギュラー（それまでもゲスト出演している）。

## 種族
- ヴェドラン
青色の皮膚と4本の足を持つ人型種族。母星はターン・ヴェドラ。高い統率力を持ち、300年前の連合内では中心的存在だった。連合崩壊後、母星と共に姿を消す。
人間の形に進化したものをパラダインと呼ぶ。
- カルデラ
爬虫類タイプの種族。非常に好戦的。ヴェドラン帝国に敗れ、旧連合に属していた。新連合に加盟。
- ペルセウス
灰色の肌と長い顎を持つ種族。中心惑星はシンティ。科学技術面に強い。ヴェドラン帝国に敗れ、旧連合に属していた。その後のペルセウス人の反乱が契機となり、ヴェドラン帝国は連合へ移行した。なお、新連合へ最初に加盟した種族である。
- カスタリア
人間タイプの種族。水中で暮らし、首にあるエラで呼吸をする。旧連合に加盟しており、新連合にも加盟を表明した。
- タン
昆虫タイプの種族。かつては連合に加盟し、アンドロメダにも乗り組んでいた。首都はサン・スカ・リ。
- ナイトサイダー
人間タイプの種族。モラルが非常に低い。自ら母星カレンダーを荒廃させ、旧連合の保護下に入っていた。
- 人間
地球人を先祖とする種族。ただし現在の人間のほとんどはなんらかの遺伝子操作を受けており、純粋な人間は少ない。
連合による教育を受け、連合に加盟する。
母星である地球は、連合崩壊時、マゴーグに襲撃され、その後ドラゴ・カゾフ一族に占領された。
- ニーチアン
遺伝子工学により人間から派生した種族。手首にはボーン・ブレードと呼ばれる3本の刺がある。高い知性と戦闘能力を持つ反面、独善的で寛容性に乏しい。家系を重んじ、子孫を残す事を人生最大の目的とする。
アトレウス、コディアック、オルカ、アル・シャリフ、スリー・リバース、バニヤムレンジ、ドラゴ・カゾフ、サブラ、ジャガー、ケンジャ、ラクシャサなど複数の部族に別れて生活している。
旧連合を崩壊させニーチアン帝国建設を目指すが、ニーチアンを支配していたドラゴ・カゾフ一族がジャガー一族の裏切りにあい分裂した。
ドラゴ・ムセヴェニの遺体はドラゴ・カゾフ一族と同盟を組んでいたコディアック一族が回収し保管することとなる。
種族名、およびそのメンタリティはニーチェの超人に由来する。
- マゴーグ
爬虫類タイプの種族。捕虜を食べたり、生かしたままその体に卵を産みつけるなどといった行為で恐れられている。「アビス」を名乗る生命体を神と崇めている。
マゴーグは300年前の時代、連合と敵対していた。しかし連合が彼らに対して融和政策を打ち出した事がニーチアンの叛乱を招く一因となった。連合崩壊後、マゴーグの中に宗教的信条から争いを否定する者たちが現れた。レヴもその一人である。
- ピリア
金星のような高温環境の惑星出身である種族。連合と互角の戦力を持つ。旧連合とは停戦状態だった。
- オガミ
人間タイプの種族。多くが傭兵、殺し屋を生計としている。
- ランベント・キース
恒星の化身である種族。寿命もそれに準ずる。多次元を渡り歩く事が可能。評議会を持つ。

## メカ・宇宙船等
- グロリアス・ヘリテージ級重巡洋戦艦
  - アンドロメダ・アセンダント
番組のタイトルにもなっているメインシップ。ハイ・ガードの登録番号は「XMC-10-182」。人工知能「アンドロメダ」を搭載し、同型の姉妹艦が少なくとも9隻存在する。4千人以上のクルーが乗船可能。
初代艦長はファティマ・ナヴァーロ。その後ペリム艦長が指揮をし、現在ディラン・ハントが艦長を務めている。
  - パークス・マジェラニック
ごく初期に建造された一隻。機体色は金色。
初出撃でスカーヒット王女をマゴーグの襲撃から救出、その後数々の表彰を受ける。
連合内乱時にはウォーリック艦長が指揮を執っていたが死亡したため、ジル・ピアース中尉が指揮を引き継いだと言うが…
  - クリムゾン・サンライズ
旧連合崩壊後、307年ぶりに出航したハイ・ガードの戦艦。機体色は黒。
出航時にはグリサム艦長と、エリン・ショハシ副艦長が指揮を執っていた。出航直後、ニーチアン（ケンジャ一族）による破壊工作で撃沈したと思われたが、実は事故であった。
  - ミリオン・ボイシーズ
「ミラ」という人工頭脳が指揮を執っていた。連合内乱時、サン・スカ・リのドックでニーチアンに占拠されたが、ミラ独自の判断でニーチアンを抹殺し指揮権を取り戻した。
タルタロス脱出の際、味方の艦をニーチアンの攻撃から守ろうとして、単身で主力艦へと特攻し撃沈した。
- DSX級攻撃艦。
  - バランス・オブ・ジャッジメント
「ガブリエル」という人工頭脳が指揮を執っていた。　
テロリスト「レストリアン」を組織し、宇宙船を襲っていた。
  - ラス・オブ・アキレス
内乱末期の数ヶ月間使用された。「アキレス」という人工頭脳を装備していた。DSXクラスの中では最強とされ、その性能は1個艦隊に匹敵する。
  - レゾリューション・オブ・ヘクター
新連合が新たに建造した。「ヘクター（DSX91-369）」という人工頭脳をインストールする予定だったが、「ガブリエル」に乗っ取られた。
- その他
  - クラリオンズ・コール
連合内乱時にはハイ・ガード槍騎兵用の輸送船で、ニーチアンのカサード少佐が指揮を執っていた。内乱が勃発した時カサード少佐はクルーを抹殺し、人工頭脳「ライアン」も破壊した。
内乱後「ライアン」はナイトサイダーにより復元され、カジノ船に改造された。
  - スリップ・ファイター
ハイ・ガードが使用する小型戦闘艇。複座だが基本的には1人乗りである。アンドロメダの艦内にはスリップ・ファイターが多数搭載されている。

## エピソード・タイトル（邦題）

### シーズンI
- Episode1「長い闇があける時」
- Episode2「希望の光」
- Episode3「死の閃光」
- Episode4「Ｄマイナスゼロ」
- Episode5「二重らせん」
- Episode6「闇の天使 光の悪魔」
- Episode7「絆」
- Episode8「思い出への橋」
- Episode9「灰の中のバラ」
- Episode10「海の民」
- Episode11「父の宝」
- Episode12「A.I.の涙」
- Episode13「遙かなるドラムの音」
- Episode14「ハーパー2.0」
- Episode15「未来の開拓」
- Episode16「部品の力」
- Episode17「銀河に漂う恐怖と憎悪」
- Episode18「悪魔の力」
- Episode19「戦略結婚」
- Episode20「悲恋」
- Episode21「心地よき光射す」
- Episode22「時めぐりくれば」

### シーズンII
- Episode1「広がる波紋」
- Episode2「脱出」
- Episode3「偽りに縁取られた心」
- Episode4「太陽のごとき冷酷さ」
- Episode5「さびれたバーから」
- Episode6「人間 VS A.I.」
- Episode7「絶望の中の希望」
- Episode8「家庭」
- Episode9「迷宮へ」
- Episode10「王子」
- Episode11「バンカー・ヒルより」
- Episode12「ウロボロス」
- Episode13「溶岩とロケット」
- Episode14「すべての罪を思い出す」
- Episode15「かげろうのダンス」
- Episode16「天の三人」
- Episode17「変えられない物」
- Episode18「未知の冒険」
- Episode19「怪物の腹の中」
- Episode20「死と悪のナイト」
- Episode21「純粋とは」
- Episode22「光の終わりのトンネル」

### シーズンIII
- Episode1「姿なき支配者」
- Episode2「伝説のかけら」
- Episode3「救われし狂気」
- Episode4「疑惑の男」
- Episode5「果てなく続く孤独」
- Episode6「一撃必殺」
- Episode7「のけ者のキス」
- Episode8「安らかに眠れ」
- Episode9「牢獄の星」
- Episode10「パラレルワールド」
- Episode11「徹底的に破壊せよ」
- Episode12「不完全な現実」
- Episode13「絶体絶命」
- Episode14「DNAを盗んだ男」
- Episode15「レヴ・ベムの奇跡」
- Episode16「最後通告」
- Episode17「炎の惑星と氷の月」
- Episode18「地図」
- Episode19「王妃か女神か」
- Episode20「英雄のたそがれ」
- Episode21「愛は消えず」
- Episode22「歴史は繰り返す」

### シーズンIV
- Episode1「崩壊の惑星」
- Episode2「予言の真実」
- Episode3「暴君の月」
- Episode4「危険な賭け」
- Episode5「心を殺す兵器」
- Episode6「闇を照らす星図」
- Episode7「時のルート」
- Episode8「運命の使者」
- Episode9「操られた科学者」
- Episode10「王家の娘」
- Episode11「敵と味方」
- Episode12「策略の糸」
- Episode13「目に見えぬ暖かき光」
- Episode14「分断の惑星」
- Episode15「心の闇」
- Episode16「とりつかれた心」
- Episode17「月へ架ける橋」
- Episode18「迷路と愛」
- Episode19「アンドロイドと感情」
- Episode20「天使の声」
- Episode21「新たなる道 パート１」
- Episode22「新たなる道 パート２」

### シーズンV
- Episode1「希望の重み パート１」
- Episode2「希望の重み パート２」
- Episode3「創造の苦難」
- Episode4「真実の自分」
- Episode5「消えゆく太陽」
- Episode6「時間の輪」
- Episode7「喪失からの旅立ち」
- Episode8「死の惑星」
- Episode9「惑星への四次元通路」
- Episode10「試される絆」
- Episode11「過去からの来訪者」
- Episode12「巡りくる運命」
- Episode13「降りそそぐ月光」
- Episode14「葛藤」
- Episode15「化身の愛」
- Episode16「黒い太陽」
- Episode17「謎の言葉」
- Episode18「２人のアンドロイド」
- Episode19「迫り来る脅威」
- Episode20「混沌と静寂」
- Episode21「故郷へ パート１」
- Episode22「故郷へ パート２」

## 裏話
レヴ役のブレント・ステイトは第2シーズンの途中から何の伏線もなく突然メッセージだけ残してレギュラーから外れるが、これはレヴのメイクにより、アレルギー反応を起こしてしまったためである。